# 雪川醸造
雪川醸造（ゆきかわじょうぞう、英称:Snow River Wines）は、北海道上川郡東川町にあるワインメーカー。

## 概要
代表の山平哲也は、ワインづくりに可能性を見出し、温暖化の動向に加え、降水量や寒暖差といった気象データに基づきワイナリー候補地を道内に絞った。「東川町は挑む移住者が多い。町も受け入れようとしている点が決めて」となり、2020年3月に東川町へ移住し、町所有の農業用倉庫を借りて本社兼工場として雪川醸造を同年11月に始動した。
2022年にワイナリーとして初めてリリースした「スノー リバー アンスパークリング ロザート 2021」が国際的なワイン審査会「Japan Women's Wine Award “SAKURA” 2022（サクラアワード2022）」においてゴールド賞を受賞した。
雪川醸造でつくられているワインは、東川町内で栽培されているセイベル13053を用いたロザート（ロゼ）を皮切りに、余市で栽培されたナイアガラ、キャンベル・アーリー、ツヴァイゲルト、石狩平野で栽培されたピノ・グリ、ソーヴィニヨン・ブランなど、さまざまな品種に広がりを見せている。
同ワイナリーのラベル（エチケット）には生成AIによって作成されたイラスト（図案）が使用されている。